# Chrysiptera biocellata
Chrysiptera biocellata là một loài cá biển thuộc chi Chrysiptera trong họ Cá thia. Loài này được mô tả lần đầu tiên vào năm 1825.

## Từ nguyên
Từ định danh biocellata bởi hai âm tiết trong tiếng Latinh, bi ("hai") và ocellata ("có đốm lớn"), hàm ý đề cập đến đốm lớn ở vây lưng của loài cá này.

## Phạm vi phân bố và môi trường sống
C. biocellata có phạm vi phân bố rộng khắp khu vực Ấn Độ Dương - Thái Bình Dương. Từ vùng bờ biển Đông Phi, loài này được tìm thấy trải dài đến quần đảo Marshall, quần đảo Gilbert và quần đảo Samoa, băng qua vùng biển các nước Đông Nam Á, ngược lên phía bắc đến quần đảo Ryukyu (Nhật Bản), xa về phía nam đến rạn san hô Great Barrier và các đảo san hô ngoài khơi Tây Úc.
Tại Việt Nam, C. biocellata được ghi nhận tại đảo Lý Sơn (Quảng Ngãi), vùng triều Ninh Hải (Ninh Thuận), cùng quần đảo Hoàng Sa và quần đảo Trường Sa.
C. biocellata sống ở đới mặt bằng của các rạn viền bờ và trong các đầm phá nông, nền đáy cát có nhiều đá và san hô vụn, độ sâu đến ít nhất là 5 m.

## Mô tả
Chiều dài lớn nhất được ghi nhận ở C. biocellata là 12,5 cm. Cá con có màu vàng với một đốm đen lớn nổi bật ở sau vây lưng, đốm đen nhỏ hơn nằm ngay gốc sau vây lưng, gần với cuống đuôi; hai đốm này đều viền xanh óng. Cá trưởng thành có màu nâu xám với một sọc trắng ngay giữa thân; hai đốm đen ở vây lưng mờ dần theo tuổi.
Số gai ở vây lưng: 13; Số tia vây ở vây lưng: 12–14; Số gai ở vây hậu môn: 2; Số tia vây ở vây hậu môn: 13–14; Số gai ở vây bụng: 1; Số tia vây ở vây bụng: 5; Số tia vây ở vây ngực: 17–19; Số lược mang: 23–25; Số vảy đường bên: 16–18.

## Sinh thái học
Thức ăn chủ yếu của C. biocellata là tảo, cũng có thể bao gồm động vật phù du. Cá đực có tập tính bảo vệ và chăm sóc trứng; trứng có độ dính và bám chặt vào nền tổ.

## Phân loại học
C. biocellata có kiểu hình khá giống với Chrysiptera unimaculata, và tất cả đều nằm cùng một nhánh với Chrysiptera brownriggii và Chrysiptera leucopoma.